# Lee Bontecou
Lee Bontecou, née le 15 janvier 1931 à Providence dans l'État de Rhode Island et morte le 8 novembre 2022 en Floride, est une sculptrice, lithographe et graveuse américaine.

## Biographie
Lee Bontecou est née le 15 janvier 1931 à Providence (Rhode Island). Elle est formée à l'Art Students League à New York de 1952 à 1955 avec William Zorach. En 1957-1958, elle reçoit le prix Fulbright pour l'Italie, qui inclut une subvention pour voyager en Italie et en Grèce.
Lee Bontecou est la première femme artiste exposée à la Galerie Leo Castelli, New York, à partir de 1959. Donald Judd, en tant que critique d'art, a commenté ces expositions.
En 1963, elle obtient le Second Corcoran Prize à Washington.
Elle participe en 1961 à la Biennale de Sao Paulo, et en 1964 à la Documenta de Cassel.
Elle est exposée à Paris en 1965 par la galeriste Ileana Sonnabend.
Elle quitte New York dans les années 1970 pour s'installer avec son époux, le peintre et graveur William Giles, en Pennsylvanie puis en Floride, tout en enseignant au Brooklyn College.
En 1972, elle est incluse dans Some Living American Women Artists, un collage féministe de Mary Beth Edelson.
Une rétrospective de ses œuvres est organisée en 2003 par les Musées d'Art Contemporain de Los Angeles et de Chicago, rétrospective accueillie en 2004 par le MoMa à New York, qui conserve depuis un certain nombre de ses œuvres.
Son travail est particulièrement marqué par les matériaux métalliques et industriels, les soudures mais également les substances organiques qu'elle utilise dans ses œuvres monumentales et spectaculaires.
Lee Bontecou meurt le 8 novembre 2022 dans sa demeure en Floride à l'âge de 91 ans.

## Expositions
- Galerie Leo Castelli[13]
- Biennale de Sao Paulo[13]
- Galerie d'art Corcoran à Washington[13]
- documenta 3 de Cassel[13]